# Stadion Górnika Łęczna
Stadion Górnika Łęczna – stadion piłkarski zlokalizowany przy Al. Jana Pawła II 13 w Łęcznej należący do klubu Górnik Łęczna. Na tym stadionie rozgrywane są mecze I ligi oraz zespołu kobiet.